# Agora du Vieux-Port

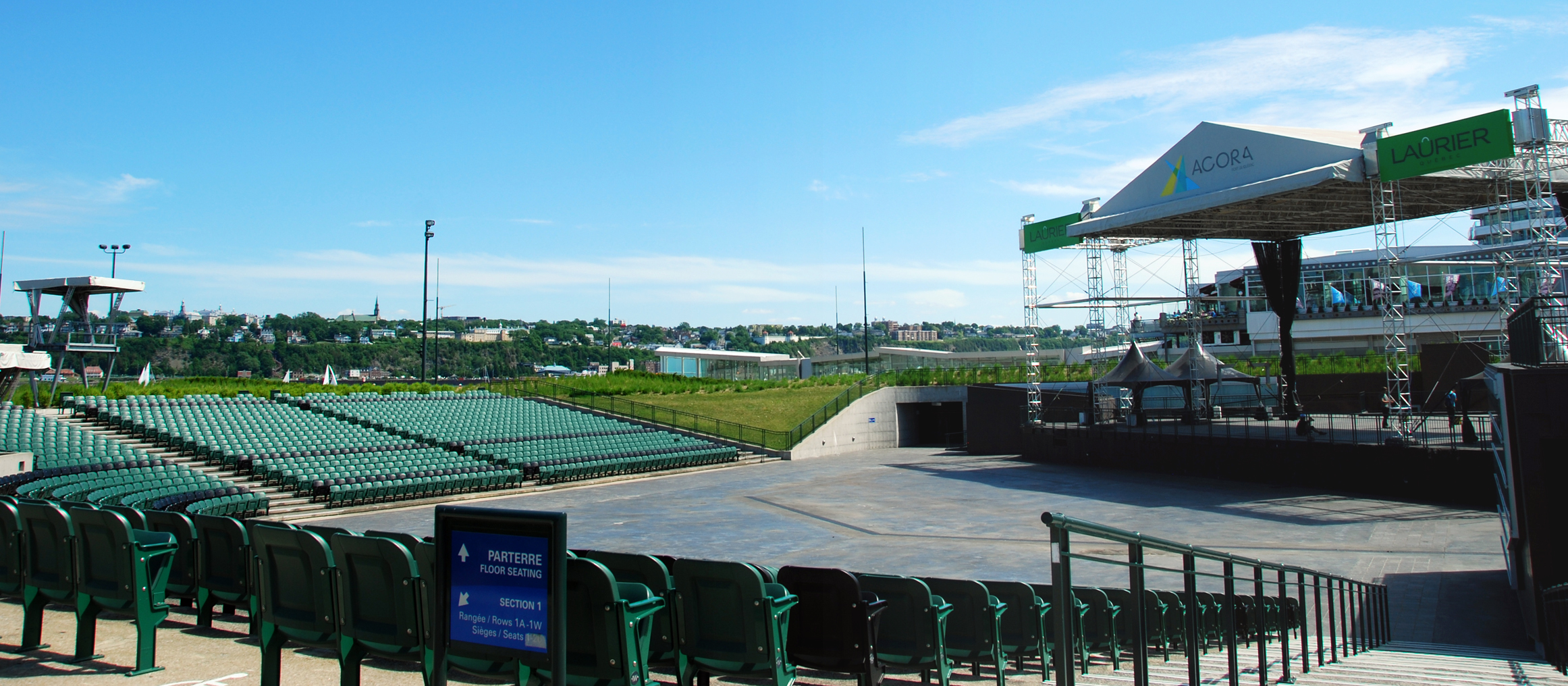
Panorama de l'Agora de Québec

L'Agora du Port de Québec est un amphithéâtre en plein air situé dans le Vieux-Port de la ville de Québec, au Canada. L'Agora a été aménagé lors des fêtes de Québec 1984, soulignant le 450e anniversaire de la venue de Jacques Cartier au Canada. Il a été rénové en 2008. Il peut accueillir plus de 5 000 spectateurs.

## Programmation
Quelques spectacles importants présentés à l'Agora :

### Années 1980
Spectacles sur la grande scène flottante et non à l'Agora, installée, pour Québec 84 près du Bassin Louise.
1984
- 6 juillet 1984 : Plume Latraverse
- 7 juillet 1984 : Plume Latraverse
- 14 juillet 1984 : Claude Dubois
- 18 juillet 1984 : Renaud
- 19 juillet 1984 : Renaud
- 28 juillet 1984 : Céline Dion
- 29 juillet 1984 : Céline Dion
- 6 août 1984 : Judy Collins
- 7 août 1984 : Wynton Marsalis
- 9-10 août 1984 : UZEB
- 16-17 août 1984 : Dave Brubeck
- 23-24 août 1984 : Beau Dommage
- 25 août 1984 : Claude Dubois

1986
- 24 juin 1986 : Orchestre symphonique de Québec
- 26 juin 1986 : Images in vogue - The Arrows
- 28 juin 1986 : Renaud
- 3 juillet 1986 : Katrina and the Waves
- 5 juillet 1986 : Gheorghe Zamfir
- 10 juillet 1986 : Honeymoon Suite
- 12 juillet 1986 : Vic Vogel - Gerry Boulet - John Hammond
- 17 juillet 1986 : Kim Mitchell
- 19 juillet 1986 : Marjo - Claude Dubois
- 24 juillet 1986 : Luba
- 26 juillet 1986 : Michel Fugain
- 02 août 1986 : Marjo - Eartha Kitt
- 7 août 1986 : Gowan
- 9 août 1986 : Oscar Peterson

1987
- 27 juin 1987 : Philip Glass - Michel Rivard
- 2 juillet 1987 : Tom Cochrane and Red Rider et Richard Séguin
- 9 juillet 1987 : Chalk Circle - Eight seconds
- 16 juillet 1987 : Michel Pagliaro
- 18 juillet 1987 : Céline Dion
- 23 juillet 1987 : Lee Aaron - Helix - Brighton Rock
- 30 juillet 1987 : Gowan
- 6 août 1987 : Honeymoon Suite
- 20 août 1987 : The Box
- 22 août 1987 : UZEB
- 27 août 1987 : Glass Tiger
- 5 juillet 1988 : Gheorghe Zamfir
- 20 août 1987 : The Box

1988
- 12 juillet 1988 : Dissidenten
- 14 juillet 1988 : Daniel Lavoie
- 30 juillet 1988 : Johnny Cash et June Carter Cash
- 4 août 1988 : Honeymoon Suite
- 22 août 1988 : Cheap Trick - Luba
- 24 août 1988 : Johnny Clegg
- 28 août 1988 : Andy Summers - Sade
- 3 septembre 1988 : Tangerine Dream - Andy Summers

1989
- 29 juin 1989 : Melissa Etheridge - Andrew Cash
- 3 juillet 1989 : Samantha Fox
- 4 juillet 1989 : Samantha Fox
- 8 juillet 1989 : Sass Jordan - Glass Tiger
- 24 juillet 1989 : Howard Jones
- 29 juillet 1989 : Mike + The Mechanics - The Outfield
- 1 août 1989 : Herbert Grönemeyer - Tom Cochrane
- 2 août 1989 : Mitsou
- 12 août 1989 : Stevie Ray Vaughan - Stray Cats
- 25 août 1989 : Anderson Bruford Wakeman Howe
- 3 septembre 1989 : Rick Astley - Martika

### Années 1990
1990
- 19 juin 1990 : Whitesnake et Faster Pussycat
- 30 juin 1990 : Marillion
- 6 juillet 1990 : Chick Corea et Eric Johnson
- 8 juillet 1990 : Les BB
- 11 juillet 1990 : Suzanne Vega
- 13 juillet 1990 : Fernand Gignac
- 19 juillet 1990 : Joe Satriani - Paul Laine
- 20 juillet 1990 : Bruce Hornsby and The Range
- 22 juillet 1990 : Joël Denis
- 8 août 1990 : Milli Vanilli - Young MC - Seduction
- 10 août 1990 : André Lejeune
- 18 août 1990 : Ronnie James Dio

1991
- 30 juin 1991 : Plume Latraverse et Les Parfaits Salauds
- 9 juillet : Rock et Belles Oreilles
- 21 juillet 1991 : Niagara
- 3 août 1991 : Céline Dion
- 18 août 1991 : Styx
- 31 août 1991 : Céline Dion - Breen Leboeuf (spectacle supplémentaire)
- 6 septembre 1991 : Dee Palmer

1992
- 12 juillet 1992 : Indochine
- 20 juillet 1992 : Renaud
- 5 août 1992 : Emerson, Lake and Palmer
- 21 août 1992-22 août 1992 : Céline Dion

1996-1997
- 12 juillet 1996 : Kevin Parent
- 15 juin 1997 : Steve Vai - Michel Cusson - Joe Satriani
- 12 juillet 1997 : Moist - Okoumé  - Autour de Lucie
- 21 juillet 1997 : The Offspring
- 9 août 1997 : Les Colocs

1998
- 3 juillet 1998 : Colin James et Jimmie Vaughan
- 4 juillet 1998 : Johnny Winter
- 5 juillet 1998 : Iron Maiden, Dio et W.A.S.P.
- 17 août 1998 : Deep Purple, Emerson, Lake and Palmer et Dream Theater
- 21 août 1998 : Joe Cocker
- 29 août 1998 : Moist, Our Lady Peace, I Mother Earth, Esthero
- 4 septembre 1998 : Slayer - Fear Factory - Kilgore (en)

1999
- 14 juillet 1999 : Iron Maiden - Voivod
- 30 juillet 1999 : Roger Waters
- 1er août 1999 :The Offspring - The Dickies - Lit

### Années 2000
2000-2001
- 2 avril 2000 : Millencolin
- 21 juillet 2000 : 3 Doors Down
- 25 juillet 2000 : Jethro Tull - Joe Bonamassa
- 22 août 2000 : Papa Roach - The step kings
- 15 août 2001 : Treble Charger
- 31 août 2001 : Sevendust - Drowning Pool- Finger Eleven

2002
- 4 juillet 2002 : Dio - Voivod
- 10 août 2002 : Bob Dylan
- 26 août 2002 : Supertramp
- 1er septembre 2002 : Dream Theater et Joe Satriani - King's X
- 3 septembre 2002 : Slayer - In Flames - Soulfly - Downthesun
- 12 septembre 2002 : Filter

2003
- 6 juillet 2003 : Dream Theater - Queensrÿche - Fates Warning
- 24 juillet 2003 : George Thorogood -
- 8 août 2003 : Def Leppard
- 26 août 2003 : Live
- 18 septembre 2003 : Sum 41 - Yellowcard

2004
- 14 juin 2004 : Slayer - Damageplan
- 18 juin 2004 : Reel Big Fish - catch 22 - Bid D and the Kids table - RX Bandits - Lucky boys confusion
- 19 juin 2004 : IAM
- 21 juin 2004 : The Darkness  - The wildhearts
- 16 juillet 2004 :Shinedown
- 25 juillet 2004 : Alice Cooper - Edgar Winter
- 11 août 2004 : Deep Purple
- 14 août 2004 : Pink Floyd Experience
- 17 août 2004 : Dream Theater - Yes
- 1er septembre 2004 : Sum 41

2005
- 11 juin 2005 : No Use for a Name - Bigwig - Silverstein
- 27 juin 2005 : NOFX - Good Riddance - Against Me!
- 11 juillet 2005 : 3 Doors Down - Staind
- 28 juillet 2005 : George Thorogood and the Destroyers
- 29 juillet 2005 : Styx et Saga
- 8 août 2005 : Alexisonfire - The Used - Underoath - day of contempt
- 26 août 2005 : Billy Idol et Bif Naked - Priestess
- 8 septembre 2005 : Alexisonfire - The Used

2009
- 1er juin 2009 :Disturbed - All That Remains  - Skindred - Art of dying
- 17 juin 2009 : Rise Against - Rancid - The Riverboat gamblers
- 11 août 2009 : Dream Theater - Zappa Plays Zappa - Scale the summit - Bigelf

### Années 2010
2010-2011
- 20 août 2010 : Green Day - AFI
- 4 septembre 2010 : Three Days Grace - Crash Karma - These Silent Waves
- 4 juin 2011 : Deep Purple
- 15 juin 2011 : Supertramp
- 18 août 2011 : Seether - These silent waves
- 30 septembre 2011 : Rise Against
- 30 septembre 2011 : Flogging Molly - The Black Pacific

2012
- 20 juin 2012 : Yanni
- 21 juin 2012 : Avenged Sevenfold - Halestorm
- 29 juillet 2012 : Monster Truck - Slash
- 11 septembre 2012 : Rise Against - Gaslight anthem - hot water music

2019
- 30 août 2019 : Dennis DeYoung
- 31 août 2019 : Limp Bizkit[1]
- 1 septembre 2019 : Souldia

### Années 2020
2022-2023
- 30 juin 2022 : Le rêve du diable - Québec Redneck Bluegrass Project - Groovy Aardvark
- 31 juillet 2022 : A Day to Remember - Beartooth - The Ghost Inside - Bad Omens
- 17 septembre 2022 - Festival Envol et Macadam avec : NOFX, The Hunters, Nobro, Mute
- 28 mai 2023 : Milky Chance
- 16 juin 2023 : Paul Piché
- 10 août 2023 : Mammoth WVH
- 11 août 2023 : Alter Bridge - Sevendust
- 16 août 2023 : Elvis Experience avec Martin Fontaine
- 22 août 2023 : The Australian Pink Floyd Show
- 31 août 2023 : Franco fête 2023
- 1 septembre 2023 : Gims
- 7-8 septembre 2023 : Charlotte Cardin
- 15 septembre 2023 - Festival Envol et Macadam avec No Face, No Case, Hate it too, Dance Laury Dance, Groovy Aardvark, Mononc' Serge et Anonymus
- 16 septembre 2023 - Festival Envol et Madadam avec Crachat, Don't try, MAP, Big D and the kids table, Agnostic Front, Rancid

2024
- 25 mai 2024 : Styx
- 15 juin 2024 : The Australian Pink Floyd Show
- 16 juin 2024 : Francis Cabrel
- 21 juin 2024 : Festival Kwé! : a la rencontre des peuples autochtones
- 22 juin 2024 : Royal 22e Régiment : hommage aux héros
- 24 juin 2024 : Bodh'aktan et Le Rêve du diable
- 27 juin 2024 : Boogie Wonder Band
- 09 juillet 2024 : Ziggy Alberts - New Love
- 25 juillet 2024 : New World Men : hommage a Rush - Led Zepplica : hommage a Led Zeppelin
- 26 juillet 2024 : Night Fever : hommage aux Bee Gees - Abbamania : hommage a Abba
- 27 juillet 2024 : So - Projet Gabriel : hommage a Peter Gabriel - Martin Levac : hommage a Phil Collins et Genesis
- 28 juillet 2024 : Premier Ciel : hommage a Harmonium - Dreamer : hommage a Supertramp
- 02 août 2024 : Tous dans le même bateau : spectacle bénéfice pour la Maison Lauberiviere
- 08 août 2024 : PUP - Sum 41 - Spectacle et tournée canadienne annulée par Sum 41 pour blessure a un membre du groupe.
- 09 août 2024 : Loud  - Dans le cadre du Festival Cigale - Spectacle annulé en raison des prévisions météorologiques
- 10 août 2024 : The Man in Black : a tribute to Johnny Cash
- 1 septembre 2024 : Sean Paul
- 6 septembre 2024 : Talk
- 21 septembre 2024 : Bad Religion - "spectacle annulé en raison de circonstances familiales imprévues"
- 13 septembre 2024 : Festival Envol et Macadam avec Rope Skills - The Real McKenzies - The Bouncing Souls - Gorilla Biscuits - The Hives
- 14 septembre 2024 : FEstival Envol et Macadam avec Taxi Girls - Fall From Everest - Conservative Military Image - Cro-Mags - Raised Fist - Dropkick Murphys
- 22 septembre 2024 : Dadju et Tayc

2025
- 21 mai 2025 : Cypress Hill - De La Soul - The Pharcyde
- 13 juin 2025 : Daniel Bélanger
- 14 juin 2025 : James Blunt
- 20 juin 2025 : Orloge Simard
- 22 juin 2025 : Alain Souchon - Ours Souchon - Pierre Souchon - Spectacle annulé le 28 mai 2025.
- 26 juin 2025 : ZZ Top - The Wallflowers
- 27 juin 2025 : Québec Redneck Bluegrass Project - Galaxie
- 22 juillet 2025 : Papa Roach
- 24 juillet 2025 : Festival de musique Nostalgie Québec 2025 - Les Souverains improductifs (hommage à Les Colocs)- Sound of Sting (hommage à Sting et The Police).
- 25 juillet 2025 : Festival de musique Nostalgie Québec 2025 - Les Caveners (hommage à The Beatles) - Les Blushing Brides (hommage à The Rolling Stones).
- 26 juillet 2025 : Festival de musique Nostalgie Québec 2025 - Sandman (hommage à Metallica) - 21 Gun Salute (hommage à AC/DC).
- 27 juillet 2025 : Festival de musique Nostalgie Québec 2025 - Listen to the music (hommage à The Doobie Brothers) - Fleetwood Mac Mania (hommage à Fleetwood Mac).
- 02 août 2025 : Rock Story & friends - spectacle mettant en vedette Jean Ravel, Andie Duquette, France D'Amour, Breen LeBoeuf, Bruno Pelletier, Martin Fontaine, Geneviève Jodoin, Elyzabeth Diaga.
- 15 août 2025 : Super Francofête : l'été de mes chansons. Spectacle mettant en vedette Damien Robitaille, Ariane Moffatt, Michel Rivard, Pierre Lapointe, Mara Tremblay, Ariane Roy, Lou-Adriane Cassidy, Lydia Képinski, Les Louanges, Naomi, Pierre Kwenders, MOn Doux Saigneur, Fredz, Rau ze, Matiu
- 20 août 2025 : Notre-Dame de Paris : l'événement 25 ans. Spectacle mettant en vedette Garou, Daniel Lavoie, Bruno Pelletier, Patrick Fiori, Hélène Ségara, Julie Zenatti, Natasha St-Pier, Richard Cocciante.
- 25 août 2025 : Le grand concert de la francophonie célèbre Jean-Jacques Goldman. Spectacle mettant en vedette Louis-Jean Cormier, France D'Amour, Garou, Daniel Lavoie, Roch Voisine, Salvatore Adamo, Patrick Fiori, Mentissa, Michel Fugain, Pierre Lapointe
- 28 août 2025 : Marie-Mai
- 30 août 2025 : Vance Joy - Fortunates Ones
- 06 septembre 2025 : Pink Martini
- 11 septembre 2025 : Festival Envol et Macadam : Soirée de spectacles avec GFK, Martyr, Get the Shot et Mononc' Serge et Anonymus.
- 12 septembre 2025 : Festival Envol et Macadam : Soirée de spectacles avec Béton Armé, le Gagnant Planetrox Europe, Face to Face, Pennywise
- 13 septembre 2025 : Festival Envol et Macadam : Soirée de spectacles avec The Robert’s Creek Saloon, The Anti-Queens, The Planet Smashers, Streetlight Manifesto, The Interrupters.
- 28 septembre 2025 : The Australian Pink Floyd Show